# Brompton Bicycle
Brompton Bicycle è un'azienda inglese produttrice di biciclette pieghevoli con sede a Brentford, vicino a Londra. È la più grande produttrice di biciclette nel Regno Unito, con una produzione di circa 22 000 unità l'anno, delle quali il 70% destinato all'esportazione.
La bicicletta pieghevole Brompton è nota per la compattezza delle dimensioni da piegata. Tutti i modelli disponibili della bicicletta pieghevole sono basati sullo stesso telaio in acciaio fornito di snodi e con ruote da 16 pollici (37×349 mm). Vari componenti e accessori possono essere aggiunti, rimossi o sostituiti con parti in titanio in modo da creare le varie combinazioni possibili. Il design modulare è rimasto sostanzialmente invariato da quando il brevetto originale è stato depositato da Andrew Ritchie nel 1979, subendo delle piccole modifiche nel tempo in seguito a un continuo miglioramento. Ritchie è stato premiato nel 1995 con il "Queen's Award for Export" e nel 2009 con il "Prince Philip Designers Prize for work on the bicycle". Nelle recensioni riguardanti le biciclette pieghevoli, la Brompton è spesso considerata superiore alle altre pieghevoli.

## Design

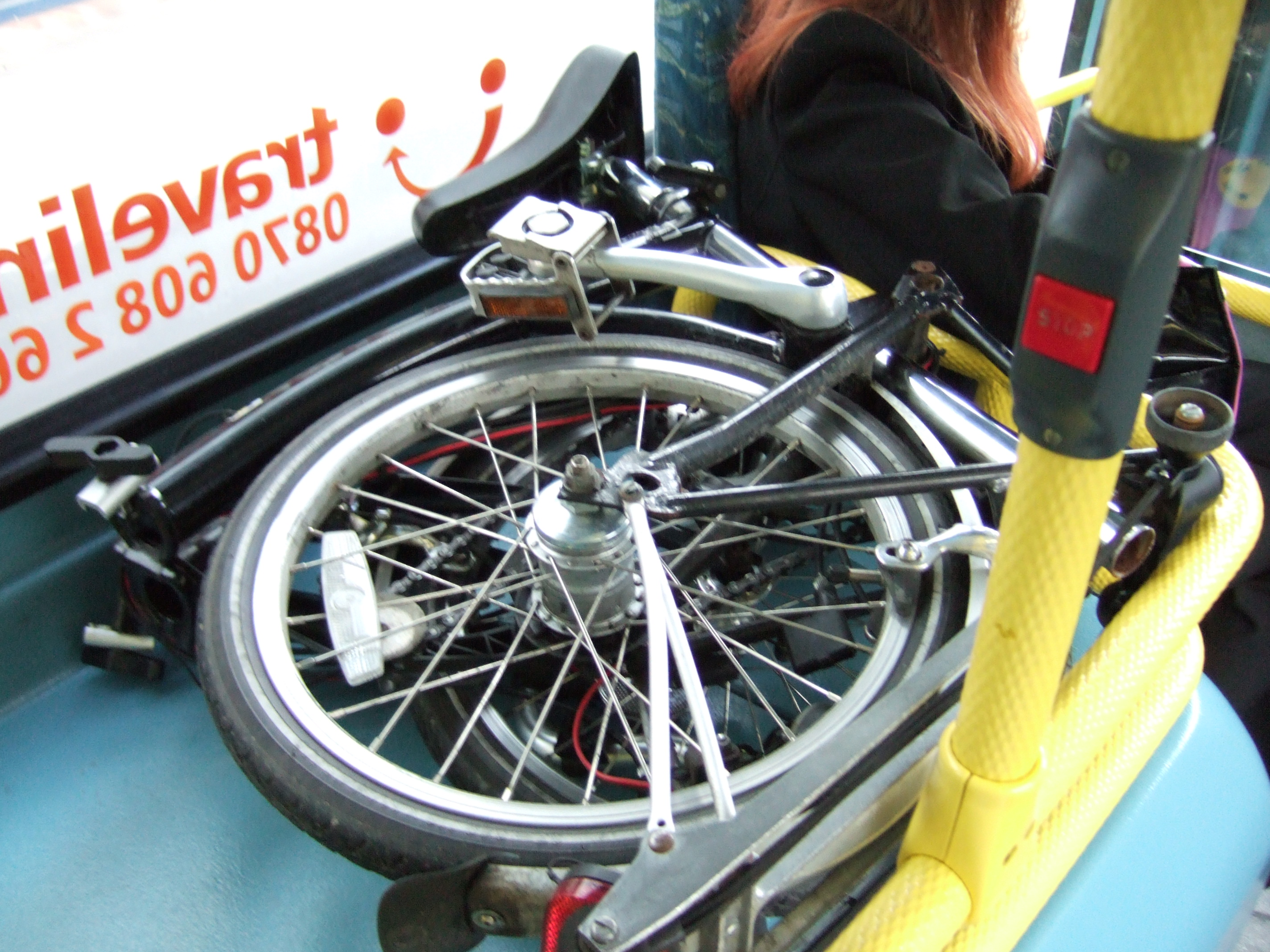
Brompton piegata su un autobus

Le quattro fasi del meccanismo di piega. L'ultimo passaggio, che consiste nell'abbassare il cannotto del sellino, blocca e mantiene fisse le varie parti della Brompton

Tutte le biciclette pieghevoli Brompton condividono lo stesso telaio incurvato composto da un tubo principale dotato di snodi, un triangolo posteriore rotante, la forcella e dallo stelo del manubrio incernierato. Il tubo principale e lo stelo sono in acciaio in tutti i modelli. Il triangolo posteriore e la forcella sono o in acciaio o in titanio, in base alla variante scelta. Le sezioni in acciaio sono unite tramite brasatura, preferita rispetto alla saldatura poiché, data la minor temperatura impiegata, induce meno stress nel materiale. Le ruote hanno un cerchio da 349 mm e calzano pneumatici da 16 pollici. Il manubrio e alcuni componenti secondari sono in alluminio
Una bicicletta Brompton consta in più di 1,200 pezzi, l'80% dei quali è sviluppato e costruito appositamente per essere funzionali al particolare meccanismo di piega.
La Brompton utilizza una piega posteriore con sospensione integrata; durante la marcia il triangolo posteriore poggia su un cilindro in elastomero che garantisce ammortizzazione tra ruota posteriore e telaio principale per sorreggere il ciclista. Un blocco-sospensione rigido è disponibile come alternativa a quello standard per ciclisti più pesanti o per coloro desiderano una guida più reattiva. Non vi è sospensione sulla ruota anteriore sebbene la forcella in titanio della versione superleggera garantisce una certa elasticità.

### La piega
Gli elementi che permettono alla Brompton di poter essere ripiegata sono:
- un triangolo posteriore incernierato che permette di accorciare la lunghezza della bici, mantenendo la catena nell'allineamento ottimale. È presente una leggera curvatura nel telaio principale per permettere alla ruota di posizionarvisi sotto nella posizione di parcheggio;
- un tendicatena capace di una grande rotazione per controllare la lunghezza della catena durante la piega senza che questa si allenti. Nella posizione piegata la catena è ruotata di 180°;
- uno snodo nel telaio principale nel centro della bicicletta permette alla ruota anteriore di essere ruotata e posizionata adiacente e parallela a quella posteriore. Quando piegata, la ruota anteriore rimane sempre rivolta in direzione del senso di marcia;
- uno stelo del manubrio con uno snodo ruotato di 45° rispetto all'asse longitudinale della bicicletta concentendo al manubrio di ruotare di 180° e posizionarsi parallelo alle ruote quando piegato;
- un cannotto sellino che combina una regolazione dell'altezza variabile e una funzione di blocco. Quando abbassato completamente, la base del tubo sella si blocca contro il disco di bloccaggio inferiore impedendo alla bici piegata di aprirsi;
- un pedale pieghevole sul lato sinistro della bicicletta.

La bicicletta ripiegata misura 585×565×270 mm (23.2×22.2×10.6 pollici) e pesa tra i 9 e i 12.5 kg (20–28 lb) in base alla configurazione. La sella standard presente sui modelli prodotti dal 2009 in poi ha anche la funzione di maniglia per facilitare il trasporto della bici piegata, con solchi ergonomici per le dita nella parte inferiore. Con la pratica, la chiusura e l'apertura può essere effettuata in 10-20 secondi rendendo la Brompton la perfetta compagna di chi pratica il trasporto intermodale combinando trasporto pubblico e bicicletta.

## Modelli
I modelli sono individuati da due lettere separate da un numero per descrivere rispettivamente tipologia del manubrio, numero di rapporti del cambio e presenza di parafanghi o portapacchi. Un suffisso è aggiunto per segnalare la presenza di parti in titanio. Ad esempio, il codice modello "M3R" identifica il manubrio classico "M", "3" velocità del cambio nel mozzo e la presenza del portapacchi posteriore "R". Lo stesso modello nella configurazione "Superleggera" che utilizza alcune parti in titanio diventa "M3R-X". Tutti i modelli ad eccezione delle varianti E (senza parafanghi) e -X (superleggera) sono dotati di una pompa compatta "Zefal HP" ad alta pressione alloggiata in appositi supporti saldati al triangolo posteriore.

### Manubrio
| Tipo                                                                                               | Stile            | Altezza impugnatura | Peso  |
| -------------------------------------------------------------------------------------------------- | ---------------- | ------------------- | ----- |
| S                                                                                                  | sportivo         | 935mm               | /     |
| M                                                                                                  | classico         | 1015mm              | +58g  |
| H                                                                                                  | impugnatura alta | 1072mm              | +158g |
| P*                                                                                                 | polivalente      | 880mm e 1033mm      | +326g |
| *(il manubrio P nel 2019 è uscito di produzione riducendo la configurazione ai soli modelli S-M-H) |                  |                     |       |

1. ↑  Misurata dal terreno.

### Cambio
Il cambio della Brompton è offerto in 4 combinazioni di velocità:  
- 1 velocità: singolo rapporto
- 2 velocità: deragliatore
- 3 velocità: cambio interno al mozzo "Sturmey Archer BSR (Brompton Standard Range)"
- 6 velocità: deragliatore + cambio interno al mozzo "Sturmey Archer BWR (Brompton Wide Range)"

Sono disponibili come opzione sviluppi metrici incrementati o ridotti ottenuti cambiando la corona (e la catena) scegliendo tra le misure 44T, 50T e 54T
Nella tabella sottostante è indicato lo sviluppo metrico di ogni rapporto per le varie tipologie di cambio.
| Velocità | Sviluppo | 1      | 2      | 3      | 4      | 5      | 6      | Peso  |
| -------- | -------- | ------ | ------ | ------ | ------ | ------ | ------ | ----- |
| 6        | Standard | 2.64 m | 3.25 m | 4.14 m | 5.09 m | 6.49 m | 7.98 m | +920g |
| 6        | -12%     | 2.32 m | 2.86 m | 3.64 m | 4.48 m | 5.71 m | 7.03 m | +920g |
| 6        | +8%      | 2.85 m | 3.51 m | 4.47 m | 5.50 m | 7.01 m | 8.62 m | +920g |
| 3        | Standard | 3.82 m | 5.09 m | 6.78 m |        |        |        | +738g |
| 3        | -12%     | 3.36 m | 4.48 m | 5.96 m |        |        |        | +738g |
| 3        | -18%     | 3.12 m | 4.16 m | 5.54 m |        |        |        | +738g |
| 3        | +8%      | 4.13 m | 5.50 m | 7.32 m |        |        |        | +738g |
| 2        | Standard | 4.47 m | 5.96 m |        |        |        |        | +188g |
| 2        | -7%      | 4.14 m | 5.52 m |        |        |        |        | +188g |
| 2        | -19%     | 3.64 m | 4.86 m |        |        |        |        | +188g |
| 1        | Standard | 5.96 m |        |        |        |        |        | /     |
| 1        | -7%      | 5.52 m |        |        |        |        |        | /     |
| 1        | -19%     | 4.86 m |        |        |        |        |        | /     |

### Parafanghi e portapacchi
In tutti i modelli, il triangolo posteriore presenta, vicino al cilindro ammortizzatore, due rotelline che consentono alla bici piegata di essere trascinata per il manubrio come un trolley. La versione L ha un'ulteriore rotellina centrale sul parafango mentre la versione R ne ha due alla fine del portapacchi. In tutte e tre le varianti le rotelline sul telaio e sul portapacchi possono essere sostituite con le più scorrevoli Eazy Wheels di diametro maggiore e larghezza inferiore per agevolare il rotolamento e per ridurne l'interferenza con i tacchi durante la pedalata.
| Tipo | Stile                               | Peso  |
| ---- | ----------------------------------- | ----- |
| E    | senza parafanghi                    | /     |
| L    | parafanghi senza portapacchi        | +285g |
| R    | parafanghi e portapacchi posteriore | +675g |

1. ↑  Aumenti di peso rispetto al modello di riferimento S1E.

### Materiali
| Suffisso | Stile | Peso   |
| -------- | --- | ------ |
| -X       | Superleggera | -1000g |
| -X       | - forcella, triangolo posteriore e supporti dei parafanghi in lega di titanio - serie sterzo in lega di alluminio - ruota anteriore alleggerita | -1000g |

### Varianti

#### Illuminazione
Tutti i modelli possono essere dotati di luci a batteria o di due diverse varianti di dinamo nel mozzo della ruota anteriore tutti studiati appositamente per integrarsi con il sistema di piega della bici:
- Luci a batteria: la luce posteriore è fissa alla bici mentre l'anteriore a 3 Led può essere rimossa con un meccanismo di sgancio rapido.
- Dinamo nel mozzo Shimano (fino al 2019): è la soluzione più economica e alimenta una lampada a LED "Lyt b" "Busch & Müller" e un fanale posteriore con funzione "stand light"
- Dinamo nel mozzo Son (fino al 2019): è più costosa ma garantisce maggior efficienza e minor attrito. Alimenta una lampada a Led "Busch & Müller" con sensore di luminosità e accensione automatica e un fanale posteriore, entrambi dotati della funzione "stand light".
- Dal 2019 è stata inserita una sola variante per le luci dinamo con un apparecchio dedicato ed una lampada a Led "Busch & Müller" con sensore di luminosità e accensione automatica e un fanale posteriore, entrambi dotati della funzione "stand light".

1. ↑  Montando una dinamo nel mozzo di una Brompton Superleggera si perde il guadagno di peso della ruota anteriore alleggerita.